# Heliophanus gladiator
Heliophanus gladiator är en spindelart som beskrevs av Wesolowska 1986. Heliophanus gladiator ingår i släktet Heliophanus och familjen hoppspindlar. Inga underarter finns listade i Catalogue of Life.